# 螳螂行動
螳螂行动（英語：Operation Praying Mantis）是两伊战争末期，美军在波斯湾伊朗领海内对伊朗军队发动的一次攻击。行动的目的是为了报复伊朗在波斯湾布设水雷并导致一艘美舰受损。

## 背景
两伊战争期间，冲突双方发动了所谓的“襲船戰”，在波斯湾攻击第三国的油轮，给该地区的航运造成危险。1987年7月，美国海军发起挚诚意志行动，以保护科威特油轮免受伊朗袭击。
1988年4月4日，美国海军护卫舰塞缪尔·B·罗伯茨号(FFG-58)在波斯湾中立水域撞上了一枚水雷。水雷在船身上炸出一个4.5m的洞，船只严重受损。
事后，美国海军潜水员在事故水域进行调查，发现了其他水雷，其序列号与上一年在伊朗Ajr号布雷艇上缴获的水雷序列号一致。针对伊朗持续在波斯湾中立水域的布雷行为，美军决定采取报复行动。

## 美国海军战斗序列
参与行动的美军舰艇分为了3个水面战斗组(Surface Action Group)，此外由企业号航空母舰 (CVN-65)提供空中支援：
- 水面战斗B组：
  - 梅里尔号驱逐舰(DD-976)
  - 林德·麦科米克号导弹驱逐舰(DDG-8)
  - 特伦顿号船坞登陆舰(LPD-14)
- 水面战斗C组：
  - 温莱特号导弹巡洋舰(CG-28)
  - 巴格莱号护卫舰(FF-1069)
  - 辛普森号导弹护卫舰(FFG-56)
  - 海豹突击队
- 水面战斗D组：
  - 杰克·威廉斯号导弹护卫舰(FFG-24)
  - 奥拜恩号驱逐舰(DD-975)
  - 约瑟夫·斯特劳斯号导弹驱逐舰(DDG-16)

## 战斗经过

### 美军进攻石油平台

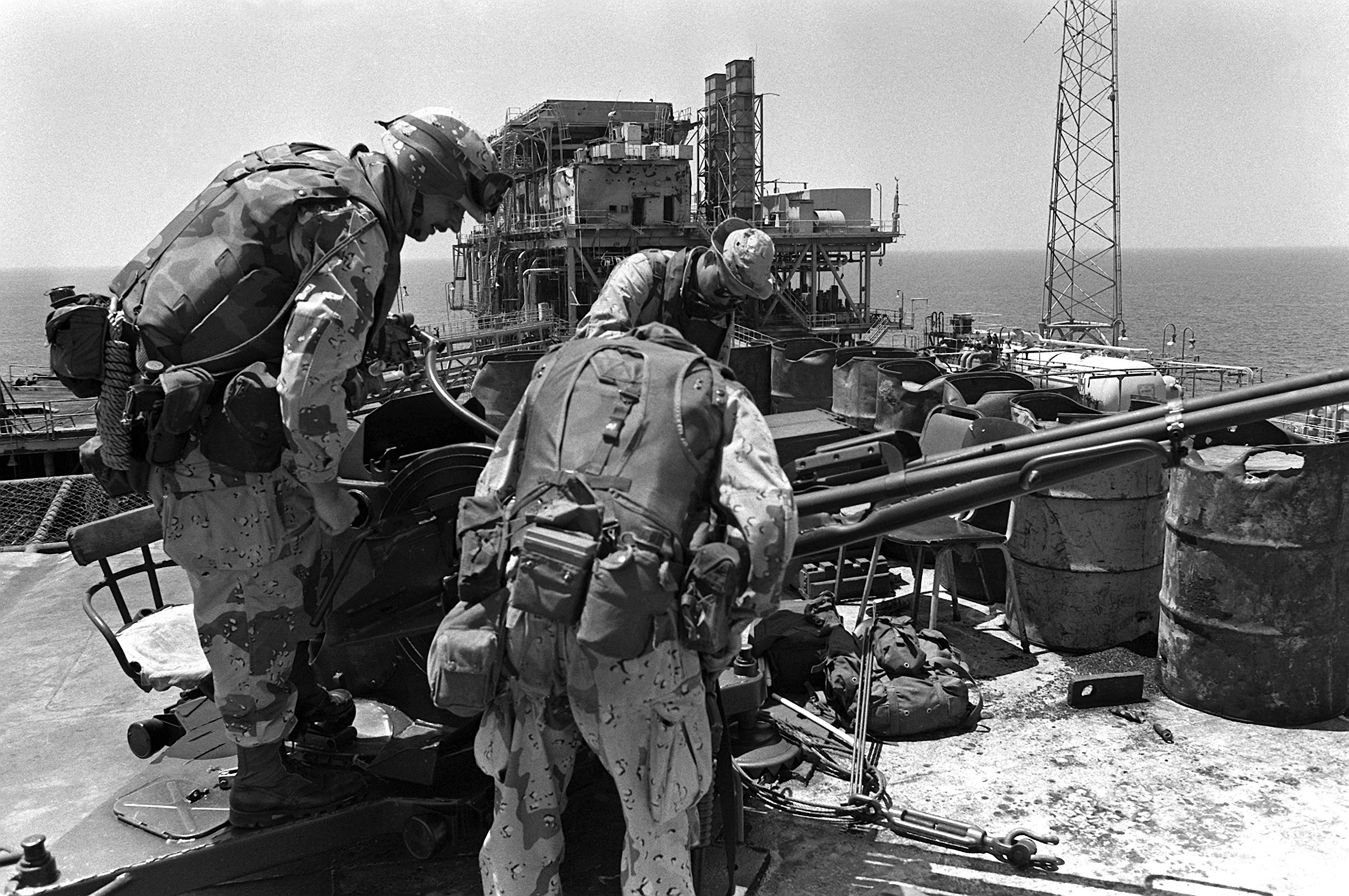
美国海军陆战队检查“萨珊”平台的ZU-23高射炮

美军的行动目标是3个前石油平台，分别名为“萨珊”(Sassan)、“拉赫什”(Rakhsh)和“锡里”(Sirri)，它们已被伊朗军队武装。
行动于4月18日上午8点开始，水面战斗B组舰艇驶近“萨珊”石油平台。美舰通过无线电广播警告，要求平台人员撤走。警告无效后，美军舰炮向石油平台开火。平台上的伊军用ZU-23-2双管高射炮还击，但被压制。平台上的伊朗人通过无线电请求停火，美军同意了。大部分的人员撤离了石油平台，然而仍有少数留在上面。ZU-23继续和美舰交火。美军最终消灭了抵抗，海军陆战队登上平台并找到了一名受伤的幸存者，他们没收了文件并最终炸毁了“萨珊”平台。 
在B组进攻开始后不久，水面战斗C组也向“锡里”平台发起了进攻。最终“锡里”平台被海军舰炮轰炸严重破坏，海豹突击队取消了原计划的平台登陆。
在完成了摧毁“萨珊”平台的任务后，编队继续向“拉赫什”平台前进。此时两架伊朗空军F-4接近舰队，林德·麦科米克号导弹驱逐舰用火控雷达锁定伊朗战机，两架F-4被迫返航。攻击“拉赫什”平台后被取消，美军指挥部希望向伊朗方释放缓和局势的信号。

### 伊朗武装快艇出击
作为回应，伊朗派出博格哈马尔武装快艇(Boghammar)袭击波斯湾的多艘船舶，包括悬挂巴拿马国旗的运输船Scan Bay、英国油轮York Marine和美国补给船Willie Tide。伊朗的这类武装快艇排水量7吨，通常搭载无后坐力炮、重机枪和RPG等武器。攻击发生后，美军从企业号航空母舰上起飞A-6E攻击机，经过护卫舰的引导，向伊朗武装快艇投下MK20石眼式集束炸弹，击沉一艘，其他快艇逃往阿布穆萨岛。
此时冲突继续升级。伊朗海军一艘La Combattante II级巡逻艇Joshan号(排水量234吨)接近水面战斗C组。温莱特号导弹巡洋舰发出警告，要求伊朗巡逻艇关闭引擎并弃船。Joshan号发射了一枚美国制的鱼叉导弹作为回应。导弹被美舰干扰箔成功偏移开。辛普森号导弹护卫舰发射出四枚标准一型导弹，而温莱特号紧接着也射出紧随一枚标准一型导弹。（由于接战距离近，美舰选择发射防空导弹来攻击伊舰）导弹摧毁了Joshan号的上层建筑。随后水面战斗C组舰艇接近Joshan号，用舰炮击沉了已被重创的伊朗巡逻艇。 两架伊朗F-4战机在距离舰队48km的空域盘旋，温莱特号对它们发射了两枚RIM-67导弹，炸掉了其中一架的部分机翼。伊朗飞机撤离，受损的F-4降落在阿巴斯港。

### 伊朗护卫舰出港

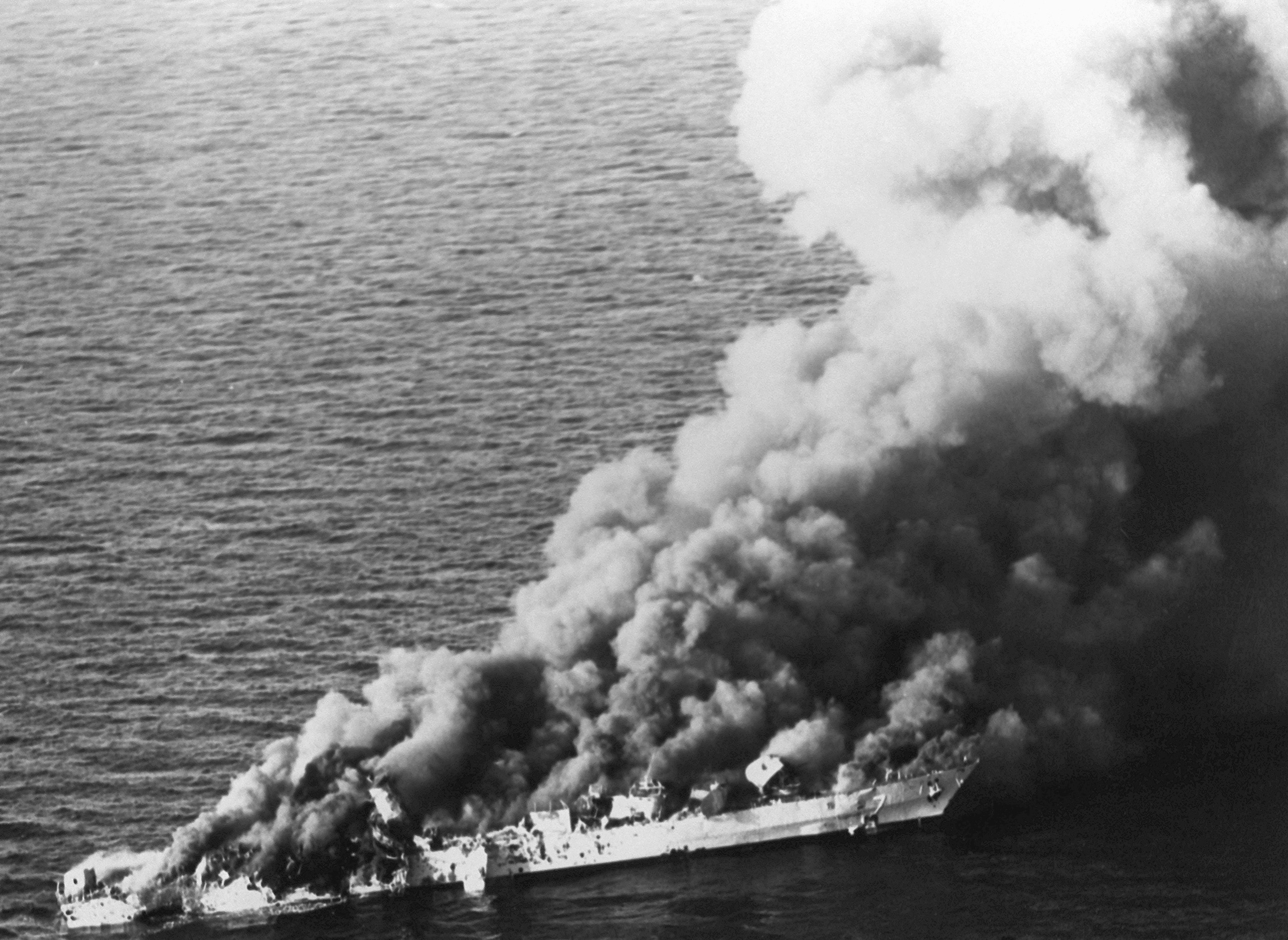
伊朗海军萨汉德号护卫舰被击中后燃起大火

伊朗萨汉德号护卫舰(IRIS Sahand, 排水量1100吨)从阿巴斯港出航，以跟踪位于阿巴斯港附近的水面战斗D组。它被为D组约瑟夫·斯特劳斯号护航的两架A-6E攻击机发现。萨汉德号向A-6E发射了两枚海猫地对空导弹，但没有命中。A-6E随后反击，发射了两枚鱼叉导弹和四枚舰长二型导弹，约瑟夫·斯特劳斯号也发射了一枚鱼叉导弹。萨汉德号被命中，燃起大火后殉爆沉没。
当天晚些时候，萨汉德号的同级舰，萨巴兰号护卫舰(IRIS Sabalan)也驶出港口。萨巴兰号发射了三枚海猫地对空导弹来攻击A-6E战机，无一命中。A-6E随后反击，一枚激光制导炸弹命中并重创了萨巴兰号。为防止冲突进一步扩大，美军指挥官禁止追击萨巴兰号，该舰最终被拖回阿巴斯港，修复后重新投入使用。

## 结果
此次行动重创了伊朗海军。伊朗位于波斯湾上两座军用石油平台被摧毁，一艘护卫舰、一艘巡逻艇和三艘武装快艇沉没，还有一艘护卫舰受重创。美军一架AH-1T海眼镜蛇直升机从特伦顿号船坞登陆舰上起飞执行侦察任务时，在夜间坠毁，机上两人阵亡，这是美军这次行动仅有的损失。同年春夏，伊拉克在陆上发动了多次成功的攻势，收复大片失地，伊朗不断败退。当年7月，两伊双方最终同意签署停战协议，结束了长达八年的冲突。